# 馬特森 (密西西比州)
馬特森（英語：Mattson），又名恩內斯特（Earnest），是位於美國密西西比州科荷馬縣的非建制地區。

## 歷史
馬特森的郵局自1887年營運至今。

## 地理
馬特森所處的海拔為高於海平面50米（即164英呎），而該地所採用的時區為UTC-6，即北美中部時區（CST）。同時該地設有夏令時間，為UTC-6調快一小時，即UTC-5（CDT）。